# MAN Lion's City
MAN Lion's City je řada nízkopodlažních autobusů vyráběných německým výrobcem nákladních vozidel a autobusů MAN od roku 1996 primárně pro evropský trh. Název Lion's City se používá od roku 2006, kdy byly modely autobusů MAN, které byly prodávány samostatně, sloučeny do jedné řady, kdy také většina modelů prošla faceliftem.

## Verze
Autobusy Lion's City se vyrábí v několika karosářských a motorových verzích. Motory mohou být umístěny svisle, vodorovně nebo vyvýšené v zadní části vozidla.

### Současné verze
V současnosti jsou autobusy Lion's City vyráběny v následujících zcela nízkopodlažních verzích:
- Lion's City 10 E – městský elektrický midibus/krátký autobus
- Lion's City 12 – městský dieselový standardní autobus
- Lion's City 12 C EfficientHybrid – městský mild hybdridní standardní autobus
- Lion's City 12 E – městský elektrický standardní autobus
- Lion's City 12 G – městský plynový (CNG) stadardní autobus
- Lion's City 18 – městský dieselový kloubový autobus
- Lion's City 18 C EfficientHybrid – městský mild hybridní kloubový autobus
- Lion's City 18 E – městský elektrický kloubový autobus
- Lion's City 18 G – městský plynový (CNG) kloubový autobus
- Lion's City 19 – městský dieselový kloubový autobus
- Lion's City 19 C EfficientHybrid – městský mild hybridní kloubový autobus
- Lion's City 19 G – městský plynový (CNG) kloubový autobus

Odvozená částečně nízkopodlažní řada Lion's Intercity LE:
- Lion's Intercity LE 12 – městský nebo příměstský standardní autobus
- Lion's Intercity LE 13 – městský nebo příměstský standardní autobus
- Lion's Intercity LE 14 – městský nebo příměstský třínápravový autobus

### Dřívější verze
Dříve byly autobusy Lion's City vyráběny v následujících verzích:

#### Zcela nízkopodlažní verze
- Lion's City M (A35; A47) – městský midibus – délka 8,6 až 10,5 m
- Lion's City (A21; A37) – městský standardní autobus – délka 12 m
- Lion's City C (A26; později A36) – městský třínápravový autobus – délka 13,7 m
- Lion's City L / Lion's City LL (A26) – městský třínápravový autobus – délka 14,7 m
- Lion's City G (A23) – městský kloubový autobus – délka 18 m
- Lion's City GL (A23; později A40) – městský kloubový autobus – délka 18,75 m
- Lion's City GXL (A43) – městský čtyřnápravový kloubový autobus – délka 20,45 m
- Lion's City DD (A39) – městský třínápravový patrový autobus – délka 13,7 m
- Lion's City Ü / Lion's City NÜ (A20) – příměstský standardní autobus – délka 12 m
- Lion'S City ÜLL (A25) – příměstský třínápravový autobus – délka 14,7 m

#### Částečně nízkopodlažní verze
- Lion's City LE (A78) – městský standardní autobus – délka 12 m
- Lion's City C LE (A26; později A45) – městský třínápravový autobus – délka 13,7 m
- Lion's City L LE (A26; později A46) – městský třínápravový autobus – délka 14,7 m
- Lion's City G LE (A42) – městský kloubový autobus – délka 18 m
- Lion's City GL LE (A49) – městský kloubový autobus – délka 18,75 m
- Lion's City LE Ü (A78) – příměstský standardní autobus – délka 12 m